# 习近平法治思想
习近平法治思想是习近平新时代中国特色社会主义思想的一部分，于2020年11月16日至17日的中央全面依法治国工作会议上首次提出。

## 历史

### 背景
2012年11月的中共十八大上强调“依法治国是党领导人民治理国家的基本方略，法治是治国理政的基本方式”。“十八大”确立了“依法治国的新任务和目标”，即到2020年全面建成小康社会时，实现“依法治国基本方略全面落实，法治政府基本建成，司法公信力不断提高，人权得到切实尊重和保障”。
2013年2月23日，习近平主持中共中央政治局第四次集体学习，强调“全面建成小康社会对依法治国提出了更高要求。我们要全面贯彻落实党的十八大精神，以邓小平理论、‘三个代表’重要思想、科学发展观为指导，全面推进科学立法、严格执法、公正司法、全民守法，坚持依法治国、依法执政、依法行政共同推进，坚持法治国家、法治政府、法治社会一体建设，不断开创依法治国新局面”。
2014年2月，在中央全面深化改革领导小组第二次会议上，习近平强调“凡属重大改革都要于法有据。在整个改革过程中，都要高度重视运用法治思维和法治方式，发挥法治的引领和推动作用，加强对相关立法工作的协调，确保在法治轨道上推进改革”。
2014年10月召开的十八届四中全会首次聚焦“依法治国”，研究了“全面推进依法治国若干重大问题”。
2020年2月5日，在中央全面依法治国委员会第三次会议上，习近平强调“推进全面依法治国，发挥法治在国家治理体系和治理能力现代化中的积极作用”。

### 提出
2020年11月16日至17日召开了中共历史上首次的中央全面依法治国工作会议，会上首次提出了习近平法治思想，并将其明确为全面依法治国的指导思想。

## 内容
2020年11月16日至17日的中央全面依法治国工作会议用“十一个坚持”系统阐述了习近平法治思想：
- 坚持党对全面依法治国的领导
- 坚持以人民为中心
- 坚持中国特色社会主义法治道路
- 坚持依宪治国、依宪执政
- 坚持在法治轨道上推进国家治理体系和治理能力现代化
- 坚持建设中国特色社会主义法治体系
- 坚持依法治国、依法执政、依法行政共同推进，法治国家、法治政府、法治社会一体建设
- 坚持全面推进科学立法、严格执法、公正司法、全民守法
- 坚持统筹推进国内法治和涉外法治
- 坚持建设德才兼备的高素质法治工作队伍
- 坚持抓住领导干部这个“关键少数”